# Porcheville
Porcheville là một xã thuộc tỉnh Yvelines, trong vùng Île-de-France, Pháp.
Người dân địa phương trong tiếng Pháp gọi là Porchevillois.
Các xã giáp ranh gồm: Issou về phía đông bắc, Mézières-sur-Seine và Guerville về phía nam, communes dont elle est séparée par la Seine, Limay về phía đông và Guitrancourt về phía bắc.